# Floor Jansen

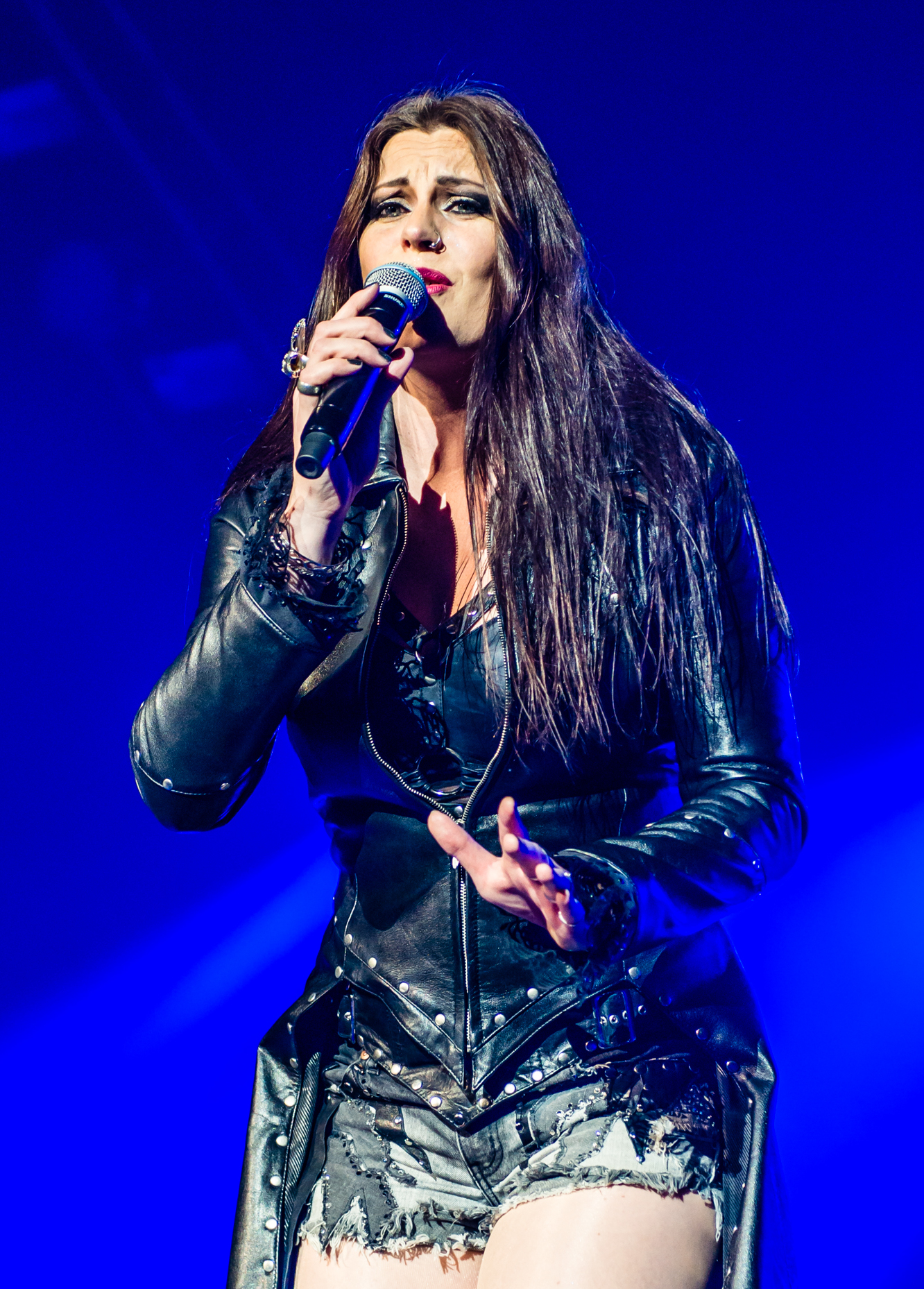
Jansen bei einem Live-Auftritt mit Nightwish, 2015

Floor Jansen [floːr ˈjɑnsɘn] (* 21. Februar 1981 in Goirle) ist eine niederländische Sängerin. Sie war von 1997 bis zur Auflösung im Jahr 2009 die Lead-Sängerin der Symphonic-Metal-Band After Forever. 2010 gründete sie die Band ReVamp (bis 2016). Seit Oktober 2013 ist sie Lead-Sängerin der finnischen Symphonic-Metal-Band Nightwish.

## Karriere
Im Jahr 1997 trat die damals 16 Jahre alte Jansen als Sängerin der Band After Forever bei. Nachdem Mark Jansen, einer der Bandgründer und nicht verwandt, die Formation im Jahr 2002 verlassen hatte, um die Band Epica zu gründen, war sie allein verantwortlich für die Songtexte.
Im Jahr 1999 begann sie ein Studium an der Rockakademie in Tilburg und nahm Gesangsunterricht am Fontys Conservatorium (beide mittlerweile Teil der Fontys Hogeschool voor de Kunsten des privaten Hochschulbetreibers Fontys). Im Jahr 2004 schloss sie ihr Studium an der Akademie erfolgreich ab und begann in Teilzeit ein Musical- und Opernstudium am Conservatorium.
Seitdem unterrichtete sie selbst, unter anderem an der Rockakademie mit ihrem eigenen Kurs namens „Wanna Be a Star?“, oder auch in Kooperation mit einer Musikschule privat bei sich zu Hause mit Gesangsstunden, Band-Coaching und Workshops. Seit ihrem Eintritt als festes Mitglied bei Nightwish musste sie ihre reguläre Lehrtätigkeit aus Zeitgründen einstellen.
Nach der Auflösung von After Forever im Februar 2009 kündigte sie an, gemeinsam mit Jørn Viggo Lofstad (Pagan’s Mind) an einem neuen musikalischen Projekt namens „Sinh“ arbeiten zu wollen. Dieses Projekt wurde jedoch zugunsten einer neuen Metalband mit Joost van den Broek und Waldemar Sorychta namens „ReVamp“ verworfen. Das gleichnamige Debütalbum erschien am 28. Mai 2010.
Anfang Oktober 2012 ersetzte sie bei der Symphonic-Metal-Band Nightwish deren bisherige Sängerin Anette Olzon während der laufenden Imaginaerum World Tour. Anette Olzon und Nightwish hatten sich zuvor getrennt.
Am 23. August 2013 wurde das zweite ReVamp-Album Wildcard veröffentlicht.
Am 9. Oktober 2013 gaben Nightwish bekannt, dass Jansen nunmehr auch offiziell als Bandmitglied engagiert ist.

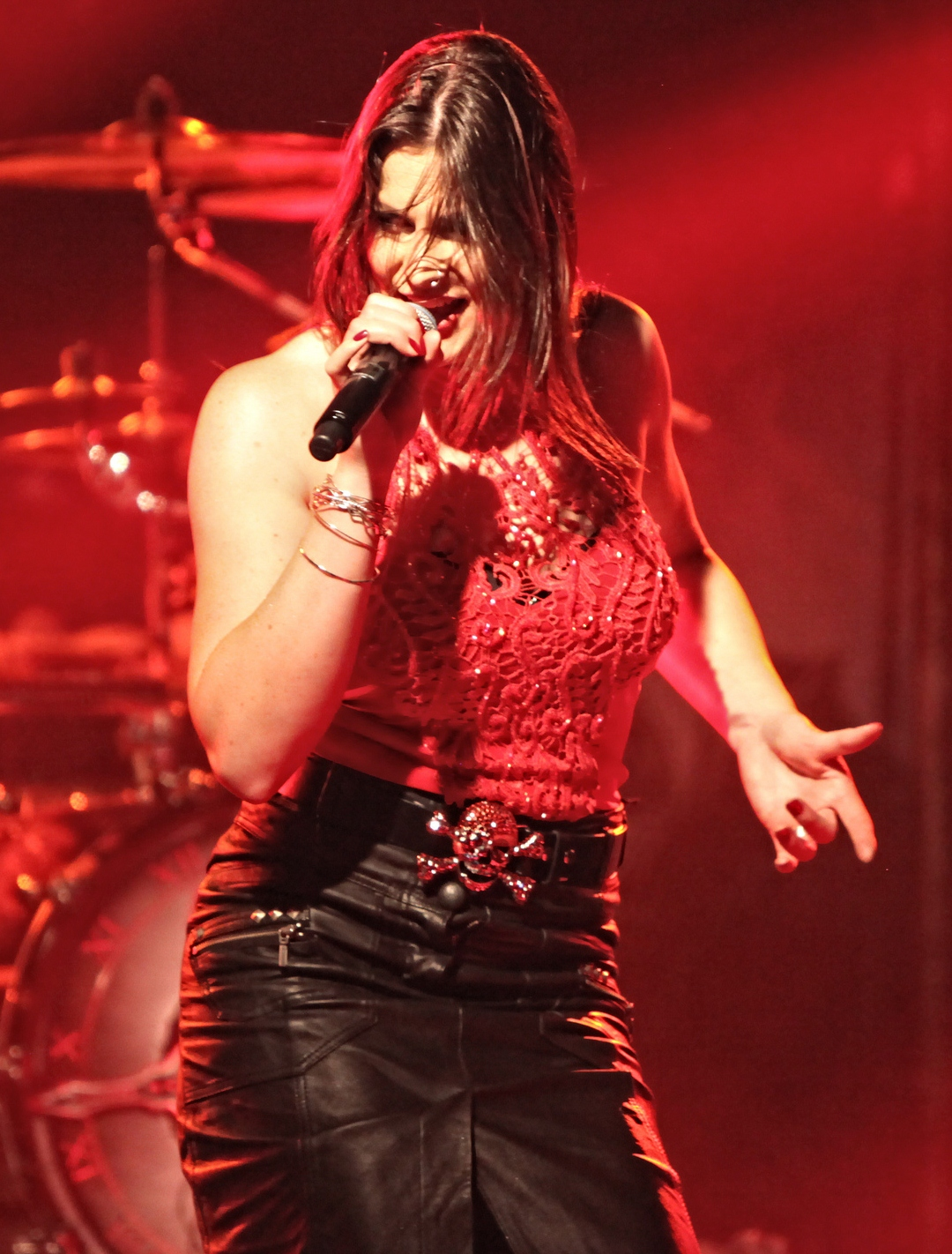
Jansen im Oktober 2012

Sie ging im Dezember 2013 mit dem Magnum Opum Rockestra unter Leitung von Marcel Heijnen auf eine spezielle Christmas Metal Symphony Tour. Es handelte sich um ein 32-Personen-Orchester. Andere Sänger dieses Projekts waren Udo Dirkschneider, Joey Belladonna, Chuck Billy, Joacim Cans und Michael Kiske.
2016 wurde die Band ReVamp aufgelöst. Jansen sagte sie könne nicht guten Gewissens ihre Bandmitglieder warten lassen, da sie einfach zu wenig Zeit habe. 
Im Februar 2018 kündigte das Label Nuclear Blast an, dass das zehn Jahre zuvor mit Jørn Viggo Lofstad geschriebene Material – jetzt unter dem Projektnamen Northward – im Laufe des Jahres 2018 als Album erscheinen soll. Stilistisch ist die Musik von Northward im Bereich Hard Rock angesiedelt, im Kontrast zur Musik der Hauptbands von Jansen und Lofstad. Die Stücke While Love Died und Get What You Give wurden vorab als Singles veröffentlicht. Das Album Northward erschien am 19. Oktober 2018.
Außerhalb ihrer Bandkarriere wirkte sie bei diversen anderen Musikprojekten mit, so z. B. bei den Projekten Ayreon und Star One des niederländischen Musikers und Komponisten Arjen Lucassen. Darüber hinaus kam es zu zahlreichen Kollaborationen u. a. mit der von Mark Jansen 2011 zusätzlich zu Epica gegründeten Band MaYaN, Metal Allegiance, Devin Townsend, Sabaton, Raskasta Juolua, Evergrey, Timo Tolkki’s Avalon und Avantasia.
Im Jahr 2019 nahm Floor Jansen an der 12. Staffel der TV-Sendung De beste zangers van Nederland (entspricht konzeptuell der Sendung Sing meinen Song, die in Deutschland für VOX produziert wird) teil, die vom 24. August bis 12. Oktober 2019 auf AVROTROS ausgestrahlt wurde.
Aufgrund des Erfolgs ihrer Auftritte bei Beste Zangers kündigte Jansen eine Solotour in den Niederlanden im Januar 2020 an, mit zunächst sechs Konzerten. Aufgrund der hohen Nachfrage – die ersten sechs Shows waren nach etwas mehr als einem Tag ausverkauft – wurden vier weitere Konzerte angekündigt. Das Songmaterial der Konzerte setzte sich dabei zusammen aus den Songs, die sie bei Beste Zangers aufgeführt hatte, Songs aus ihrem Repertoire, die die anderen Kandidaten für sie gesungen hatten, sowie Material aus ihrer Karriere, einschlieẞlich ihrer früheren Bands After Forever und ReVamp.
Am 18. Januar 2020 wurde Jansen mit dem Popprijs 2019, der höchsten Auszeichnung der Niederländischen Unterhaltungsmusik, ausgezeichnet.
Im Frühjahr 2020 sang Jansen den Titelsong für die dreiteilige TV-Dokumentation Kinderen in Oorlog: 75 Jaar Later (deutsch: Kinder im Krieg: 75 Jahre danach) ein, die von der niederländischen Organisation des Kinderhilfswerks War Child in Kooperation mit dem TV-Sender SBS 6 produziert wurde. Der Song mit dem Titel De Beelden Blijven (Die Bilder bleiben) wurde am 14. Mai 2020 als Single veröffentlicht.
In den Jahren 2020 und 2021 während der COVID-19-Pandemie veröffentlichte Jansen über ihren YouTube-Kanal diverse Coverversionen von Songs aus unterschiedlichen Genres, von denen einige auch auf Streaming-Plattformen verfügbar gemacht wurden.
Im Oktober 2021 wurde bekanntgegeben, dass Floor Jansen an der neunten Staffel der Serie Sing meinen Song beim deutschen TV-Sender VOX teilnimmt, die vom 26. April bis zum 14. Juni 2022 ausgestrahlt wurde.
Am 4. September 2022 sang sie die niederländische Nationalhymne beim Heineken Formula1Grand Prix-Rennen in Zandvoort.

## Stil

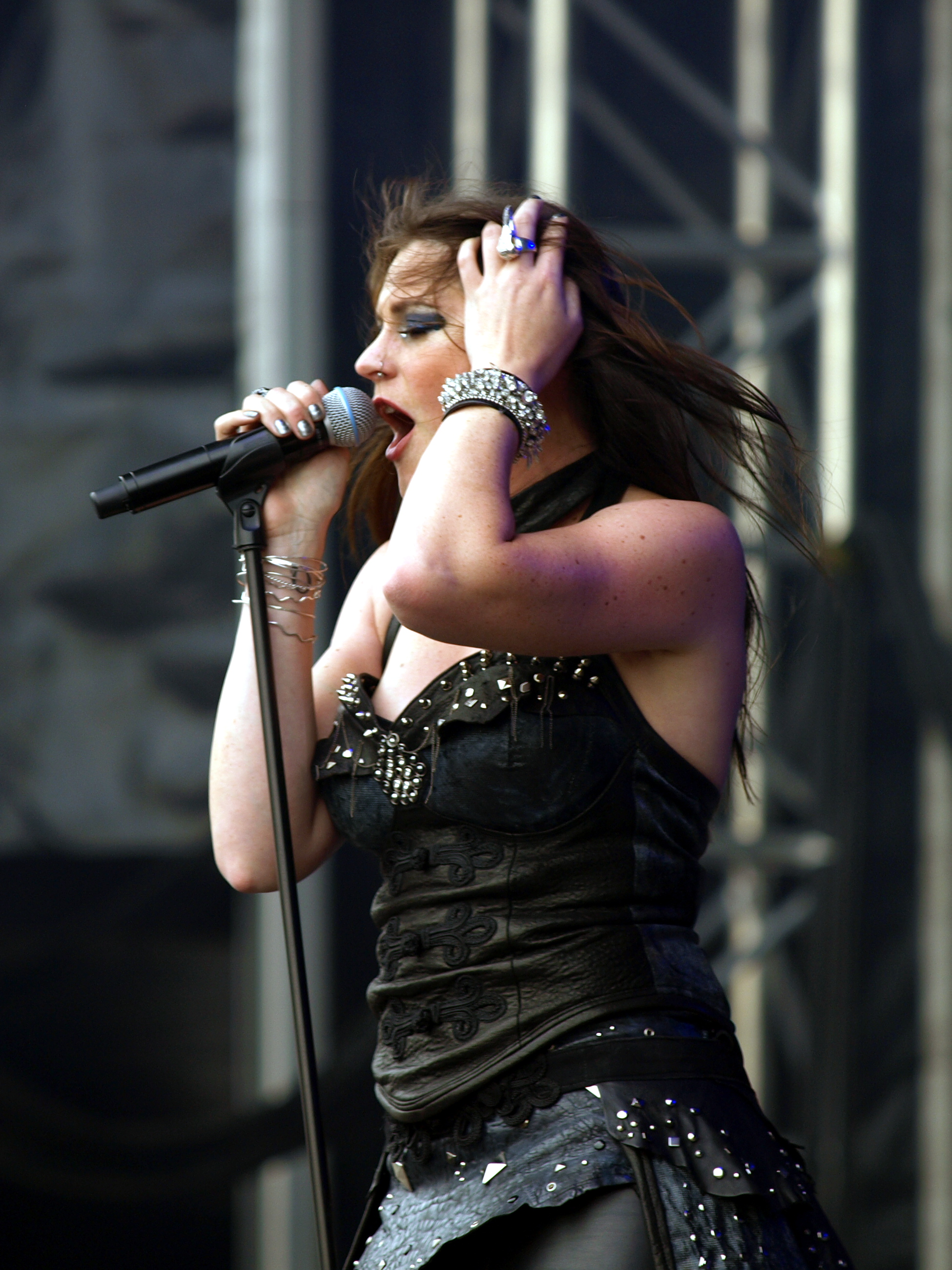
Floor Jansen (2013)

Charakteristisch für Jansens Gesang ist die Variabilität ihrer Stimme, insbesondere der Kontrast zwischen ihrem klassisch trainierten Sopran und ihrer „Normalstimme“, die sie von Klargesang über kraftvolles Belting bis hin zu rauem „Shouting“ variiert. Verbunden mit ihrem großen Tonumfang war dieser Gesangsstil prägend für die Musik von After Forever, im Kontrast mit den Growls der beiden Gitarristen (ein Beispiel ist der Song Dreamflight vom Album After Forever). Darüber hinaus beherrscht Jansen Growling-Techniken, die sie speziell auf dem zweiten ReVamp-Album Wild Card einsetzte.
Auf dem Nightwish-Album Endless Forms Most Beautiful dominiert der Einsatz der „Normalstimme“, ihre klassische Stimme kommt auf dem Album nur wenig zum Einsatz; im Chorus des Songs Yours Is An Empty Hope steuert sie die Growls bei.

## Privatleben
Jansens Lebensgefährte ist der Sabaton-Schlagzeuger Hannes Van Dahl. Die beiden haben zwei gemeinsame Töchter (2017 und 2023). Wiederholt sang Floor Jansen auch als Gast in der Band ihres Mannes mit. 
2022 wurde bei Jansen eine Brustkrebserkrankung diagnostiziert, die im November des Jahres als geheilt galt.

## Sonstiges
Auch Jansens jüngere Schwester Irene Jansen ist als Gastsängerin bei Ayreon und Star One aktiv.

## Diskografie

### Mit Nightwish
- 2013 – Showtime, Storytime (Live)
- 2015 – Endless Forms Most Beautiful
- 2016 – Vehicle of Spirit (Live)
- 2019 – Decades – Live in Buenos Aires (Live)
- 2020 – Human. :II: Nature.
- 2024 – Yesterwynde

### Mit Northward
- 2018 – Northward

### Solo
- 2019 – Beste Zangers Seizoen 12 (TV-Show, Kompilation)
  - Vilja Lied
  - Mama
  - Qué Se Siente
  - Shallow
  - I Don't Know a Thing About Love (Van de Liefde Weet Ik Niks) (Alternativtitel About Love I Don't Know a Thing)
  - Winner
  - Shallow (Duett mit Tim Akkerman)
  - Phantom of the Opera (Duett mit Henk Poort, NL: Gold)[19]
- 2020 – De Beelden Blijven (Single, für die Hilfsorganisation War Child)
- 2022 – Live in Amsterdam (Livealbum)
- 2022 – Fire (Single)
- 2022 – Storm (Single)
- 2022 – Sing meinen Song, Staffel 9
  - Zu schnell vorbei
  - Unikat
  - Freunde
  - Call You Home (auch als Duett mit Kelvin Jones)
  - Anfassen
  - Mauern
  - Amaranth (mit SDP)
- 2022 – Me Without You (Single)
- 2023 – Paragon (Album)

### Gastauftritte
| Avantasia - 2022 – A Paranormal Evening with the Moonflower Society Ayreon - 2000 – Universal Migrator Part 1: The Dream Sequencer - 2008 – 01011001 - 2008 – Elected - 2008 – Timeline - 2017 – The Source - 2018 – Ayreon Universe – Best of Ayreon Live Devin Townsend Project - 2011 – Pandemic vom Album Deconstruction Epica - 2013 – Retrospect – 10th Anniversary Evergrey - 2016 – The Storm Within MaYaN - 2011 – Quarterpast - 2014 – Antagonise | Metal Allegiance - 2018 – Power Drunk Majesty Part II vom Album Power Drunk Majesty Nightmare - 2006 – The Dominion Gate Sabaton - 2016 – The Last Stand - 2019 – The Great War - 2021 – Christmas Truce Soilwork - 2015 – Live in the Heart of Helsinki Star One - 2002 – Space Metal - 2003 – Live on Earth - 2010 – Victims of the Modern Age Timo Tolkki’s Avalon - 2014 – Angels of the Apocalypse |